# Vuitanta-sis
El vuitanta-sis o huitanta-sis és un nombre natural que segueix el vuitanta-cinc i precedeix el vuitanta-set. S'escriu 86 o LXXXVI segons el sistema de numeració emprat.

## En altres dominis
- És el nombre atòmic del radó.
- Designa l'any 86 i el 86 aC.
- És el codi telefònic internacional de la Xina.[1]
- És un nombre d'Erdős-Woods.[2]